# Jabotîn, Kameanka
Jabotîn (în ucraineană Жаботин) este localitatea de reședință a comunei Jabotîn din raionul Kameanka, regiunea Cerkasî, Ucraina.

## Demografie
Componența lingvistică a localității Jabotîn
     Ucraineană (98,35%)
     Rusă (1,57%)
Conform recensământului din 2001, majoritatea populației localității Jabotîn era vorbitoare de ucraineană (98,35%), existând în minoritate și vorbitori de rusă (1,57%).